# Casino Pharaohs
El Casino Pharaohs  o bien Pharaoh's Casino es un casino en la Carretera a Masaya en Managua, la capital del país centroamericano de Nicaragua. El casino cuenta con un total de 156 (una vez tuvo 140) máquinas tragamonedas y 10 juegos de mesa. Entre las actividades allí realizadas se incluyen juegos de Blackjack, Caribbean Stud Poker, Ruleta estadounidense, máquinas tragamonedas, Video Poker, 77 posiciones de juego en vivo, incluyendo un salón VIP. El casino también cuenta con una sala de Texas Hold'em Poker. El espacio cuenta con 3 mesas, una de ellas reservada para juegos con dinero.